# П'ятий принцип
«П'ятий принцип» (яп. Il quinto principio) — науково-фантастичний роман італійського письменника Вітторіо Катані, де у майбутньому внаслідок екологічних змін та потужного розвитку технологій відбувається засилля корпорацій, відмова від демократії. Все більше проявів П'ятого закону термодинаміки, здатного вплинути на ситуацію. Розпочато у 2000 році, видано у 2009 році в журналі «Уранія». Гасло роману — «дивні факти відбуваються деінде».

## Зміст
Події відбуваються у 2043 році. Земля змінилася надзвичайно, технологія забезпечила мозкові мікросхеми («ПЕМи» — психічне електронне протезування, яке забезпечує своєрідний Інтернет через мозкові хвилі, що дозволяють майже телепатичні комунікації), пересувані костюми та ультрадосконалі та швидкісні літаки. Втім «ПЕМи» чутливий до зовнішніх атак вірусів або троянів, які можуть атакувати не лише пристрій, а й мозок його власника.
Але суспільство це все більш деградує, систематична корупція, фактичне рабство повернулося в західні країни, значна частина населення живе жахливому стані, де панує знать (ультрачіччі), що має величезні багатства і маніпулює народними масами. Політико-економічне домінування проходить через контроль розуму. Уряди стали номінальними, фактично нічого невирішують. Багаті живуть у спеціально охороняємих анклавах. Їх релігією став окультизм. Найбідніші (бхумани) живуть в підземних містах, таких як Уні (підземка Нью-Йорку). Вони для знаті лише робоча сила.
Представлено декілько життєвих ліній. Морено, життя якого одноманітне. Алекс Брендон Пантега, пересуваючись метро Нью-Йорка, виявляє, що його особистість може бути підробкою, створеною ним самим, щоб уникнути урядового переслідування. Він має переривчасті спогади про загадкову особистість, яка обґрунтувала існування Четвертого та П'ятого принципів термодинаміки. Ярін Рандену, міліардер-ультрачіччі, здійснює фінансові операції з проведення акціону з розпродажи Антарктиди задля подолання дефіциту води на Землі. Ману Рамонді намагається переконати коханку Лауру піти від чоловіка, яким є Ярин Рандену. Разом вони досліджують надзвичайні події на Землі. Майт Брукленадж є членом організації, що протистоїть засиллю аристократії, планує атакувати тіньовий уряд. Вальдемар Пожарицький відкриває Світ Б — паралельну «зону», в якій можна пересуватися, живучи у формі чистої енергії.
Тим часом планета похитнулася від серії катаклізмів — виняткових подій (ЕЕ — італ. Eventi Eccezionali), які, здається, порушують будь-який фізичний закон і дозволяють припустити перші ефекти гіпотетичного П'ятого принципу термодинаміки. Його основа полягає в наступному: просідання великих ділянок землі, раптове зменшення або відсутність тяготіння на певних територіях, виникнення об'єктів, здатних створити абсолютний теоретичний вакуум. Поступово наслідки П'ятого принципу (зсуви цілих континентів, стовпи води, вибухи земної поверхні) змушують людей шукати порятунок: у «Світі Б» або змінювати стан речей на Землі, поваливши тіньовий уряд багатіїв.
Алекса Брендона Пантегу хапає приватна поліція й доправляє до Великого Міста (або Діаспори), що розташоване на місці колишньої Амазонки. Це одне з головніших таємних міст-анклавів багатіїв, де зосереджена практична уся знать Землі. Тут Алекс постає перед судом щодо розповсюдження знань щодо нових законів термодинаміки, які офіційна наука відкинула. Йому надано 24 години на виправдання. Після суду Пантегу знайомиться з Вальдемаром Плжарицьким, який показує Алексу Велике Місто. Зрештою Пантегу тікає з міта, згадавши, що його звуть Ерліх Голдфюзенберг й він вчений, який відкрив П'ятий принцип. також згадує про Четвертий принцип, згідно з яким фізичні закони, які ми знаємо, не статичні, а є лише проявом можливого поєднання законів, які рухають всесвітом.
Голдфюзенберг знаходить революціонера Мейта та свого колегу-вченого Ману. Разом вони планують знищити 217 найбагатших та найвпливовіших представникі знаті, що контролюють тіньовий уряд. Для цього використовують об'єднання і синхронізацію усіх ПЕМ учасників спротиву в єдину потугу («гештальт»). План практично успішно виконано, але поліція Великого міста захоплює повстанців. в цей час значна частина людства переходить у Світ Б. Під час суду над Ерліхом та іншими відбувається один з проявив П'ятого принципу, внаслідок чого Велике Місто знищено, а герої опиняються на волі. Ерліх з друзями залишається у СВіті А, оскільки вирішують, що тут справжнє життя, хоча багато потрібно виправити й змінити.

## Нагороди
- Премія «Італія»[it] за найкращий роман 2009 року